# Саут Инглиш (Ајова)
Саут Инглиш (енгл. South English) град је у америчкој савезној држави Ајова. По попису становништва из 2010. у њему је живело 212 становника.

## Демографија
Према попису становништва из 2010. у граду је живело 212 становника, што је -1 (-0.5%) становника више него 2000. године.
| Група             | 2000.       | 2010.       |
| Белци             | 209 (98,1%) | 206 (97,2%) |
| Афроамериканци    | 0 (0,0%)    | 0 (0,0%)    |
| Азијати           | 0 (0,0%)    | 0 (0,0%)    |
| Хиспаноамериканци | 2 (0,9%)    | 4 (1,9%)    |
| Укупно            | 213         | 212         |